# Старчиков, Николай Алексеевич
Николай Алексеевич Старчиков (19 ноября 1917, Мигино, Нижегородская губерния — 2 ноября 1984, Арзамас, Горьковская область) — советский военный лётчик, командир эскадрильи 16-го гвардейского истребительного Сандомирского ордена Александра Невского авиационного полка (9-й гвардейской истребительной Мариупольско-Берлинской ордена Ленина Краснознамённой ордена Богдана Хмельницкого авиационной дивизии, 6-го гвардейского истребительного авиационного корпуса, 8-й воздушной армии, 1-го Украинского фронта), гвардии капитан. Герой Советского Союза.

## Биография
Родился 19 ноября 1917 в семье крестьянина в селе Мигино, волостном центре Васильсурского уезда Нижегородской губернии (ныне Сергачского района Нижегородской области). Русский. Окончил школу-семилетку. В 1932 году вместе с отцом переехал в городе Иваново. Выучился на плотника, работал на молочном заводе. Окончил Ивановский аэроклуб.
В 1938 году был призван в Красную армию и направлен в лётное училище. В 1940 году с отличием окончил Батайскую военно-авиационную школу пилотов. Службу проходил в истребительном полку у западных границ страны.
Великая Отечественная война застала младшего лейтенанта Старчикова вблизи границы на Западной Украине. С первого дня он участвовал в боях немецкими захватчиками. Весной 1943 года воевал в составе 16-го гвардейского истребительного авиационного полка. Прикрывал с воздуха наземные войска, сопровождал группы бомбардировщиков и штурмовиков, сам летал на штурмовку и разведку.
На Северном Кавказе, в небе Кубани лейтенант Старчиков летал ведомым у Искрина. Под командованием знаменитых асов Покрышкина и Речкалова сражался в небе Крыма, Южной Украины, Молдавии, Польши. 8 мая 1943 года был сбит, смог выброситься с парашютом, приземлился на территории наших войск.
К февралю 1945 гвардии капитан Старчиков совершил 389 боевых вылетов, в 72 воздушных боях сбил лично 15 и в группе 1 самолёт противника. Был представлен к званию Героя Советского Союза.
Указом Президиума Верховного Совета СССР от 27 июня 1945 года за образцовое выполнение заданий командования и проявленные мужество и героизм в боях с немецкими захватчиками гвардии капитану Старчикову Николаю Алексеевичу присвоено звание Героя Советского Союза с вручением ордена Ленина и медали «Золотая Звезда» (№ 6053).
В составе полка лётчик-истребитель Старчиков добивал врага в небе Берлина. Последний боевой вылет совершил 9 мая 1945 года на патрулирование в небе столицы Чехословакии Праги. Всего к концу войны совершил 489 боевых вылетов, участвовал в 80 воздушных боях, сбил 17 немецких самолётов лично и 1 в группе. Кроме того, во время штурмовок вражеских аэродромов уничтожил на земле ещё 13 самолётов.
После Победы остался в армии. В 1946 году окончил Высшую офицерскую авиационную школу ВВС. Николай Алексеевич, будучи в отставке с 1949 года, несколько лет работал начальником Арзамасского аэропорта, до его закрытия. Умер 2 ноября 1984 года.
Награждён орденом Ленина, двумя орденами Красного Знамени, орденами Александра Невского, Красной Звезды, медалями.